# Dantherm
Dantherm A/S er moderselskab for en række selskaber, som beskæftiger sig med udvikling, produktion, salg og installation af industriel luftbehandling.
Dantherms selskaber arbejder såvel nationalt som på de globale markeder, idet der er etableret fabrikker og salgsselskaber i en række europæiske lande samt i USA og Asien. Virksomhederne afsætter deres produkter hovedsageligt til teleindustrien ("Telecom") og affugtnings- og ventilationsindustrien ("HVAC": Heat, Ventilation, Air Conditioning).
Inden for forretningsområdet "Telecom" er Dantherm leverandør af køleløsninger til netværksleverandører og netværksoperatører.
Inden for forretningsområdet "HVAC" har Dantherm segmenterne: "Defence", "Affugtning", "DanX", "Ventilation" og "Boligventilation".
Koncernens hovedkontor  er placeret i Skive, og den samlede omsætning  udgør 1.340 mio. kr. (2009), med en medarbejderstab globalt  på ca. 600 mennesker.

## Historie
I 1958 grundlagde E.R. Olsen sin fabrik under navnet Danterm, som blev ændret til Dantherm med "h" i "therm" af internationale grunde. Den stigende industriproduktion blev den store drivkraft i den økonomiske udvikling i 1950'erne, som i løbet af få år afskaffede den store arbejdsløshed på Skiveegnen. Det gjorde at mange industrifabrikker blev bygget, der alle skulle opvarmes og derfor bruge varmluftaggregater, som dem Ejlert havde fået ideen til at udvikle under en forretningsrejse til Portugal. 
I 1960 blev Dantherm omdannet til aktieselskab og salgsorganisationer blev oprettet i Norge, Tyskland, Frankrig og England. 
I 1973 blev A/S Dantherm opdelt i A/S Dantherm som produktionsselskab og A/S Dantherm Trading, der skulle varetage forhandlingen af Dantherms produkter på det danske marked. Ejlert var altid på jagt efter nye muligheder, hvilket resulterede i at han i slutningen af 1970'erne udviklede en affugter i samarbejde med svagstrømsingeniøren Svend Thøgersen. Affugteren blev patenteret og sat i produktion i 1977-88. Den blev døbt CD'er (Condense Dryer), og affugtere er i dag et af Dantherms hovedområder.
I 1980'erne – efter oliekrisen i 1970'erne – blev der gjort meget i Danmark for at være energibesparende. Det resulterede i at Dantherm udviklede en krydsvarmeveksler, der kunne genvinde den varme luft i bygningen til at opvarme den friske kølige luft ved udluftning, i stedet for bare at lukke varmen ud. 
Svend Thøgersen startede i 1983 Stelectric, der leverede elektronikstyring til Dantherm. I midten af 1980'erne udviklede Dantherm Norge mobile køle- og varmeanlæg til salg i forsvaret og NATO. 
I 1990'erne så Dantherm et marked i køling af elektronik og gik derfor ind på markedet, med hovedområde inden for telekommunikationsnetværk.
I 1996 etableredes produktion i Spartanburg, USA og senere i 2001 produktion i Suzhou, Kina. 
Op gennem 1990'erne og 00'erne holdt Dantherm sig til deres nuværende områder og forsatte med at udvikle og forbedre dem, hvilket resulterede i, at de i dag har deres spidskompetencer inden for segmenterne: "Elektronikkøling", "Defence", "Affugtning", "Ventilation" og "Boligventilation".